# Chloanthes glandulosa
Chloanthes glandulosa là một loài thực vật có hoa trong họ Hoa môi. Loài này được R.Br. mô tả khoa học đầu tiên năm 1810.